# Trichomycterus weyrauchi
Trichomycterus weyrauchi är en fiskart som först beskrevs av Fowler, 1945.  Trichomycterus weyrauchi ingår i släktet Trichomycterus och familjen Trichomycteridae. Inga underarter finns listade i Catalogue of Life.